# Marco Paixão
Marco Filipe Lopes Paixão [marko pajšau] (* 19. září 1984) je portugalský fotbalový útočník, momentálně hrající za klub Altay SK. Mimo Portugalsko působil na klubové úrovni ve Španělsku, Skotsku, Íránu, Polsku, České republice a na Kypru.
Jeho bratrem-dvojčetem je útočník Flávio Paixão, se kterým nastupoval ve skotském Hamiltonu a polských klubech Śląsk Wrocław a Lechia Gdańsk.